# Rectimargipodisma medogensis
Rectimargipodisma medogensis is een rechtvleugelig insect uit de familie veldsprinkhanen (Acrididae). De wetenschappelijke naam van deze soort is voor het eerst geldig gepubliceerd in 2004 door Zheng, Li & Wang.